# Józef Kasperek
Józef Kasperek (ur. 4 października 1931 w Dziekaństwie, zm. 19 października 2019 w Opolu) – polski samorządowiec i ekonomista, w latach 1990–1997 wicewojewoda opolski.

## Życiorys
Syn Teodora i Franciszki. Pochodzi z Opola. W młodości uprawiał biegi wyczynowe, jego karierę przerwała kontuzja. Ukończył studia na Wydziale Przemysłu Wyższej Szkoły Ekonomicznej w Katowicach. Pracował zawodowo jako księgowy, uzyskał uprawnienia biegłego rewidenta. Był także ekspertem Banku Światowego.
Pod koniec 1990 objął stanowisko wicewojewody opolskiego (zastępcy Ryszarda Zembaczyńskiego). Zakończył pełnienie funkcji w lutym 1997, będąc jednym z najdłużej urzędujących wicewojewodów w III RP (przez czas pełnienia funkcji i później pozostawał bezpartyjny). Kilkukrotnie kandydował w różnych wyborach: w 1989 do Sejmu w okręgu opolskim (otrzymał 4480 głosów), w 1997 do Senatu z ramienia Unii Wolności (otrzymał 50 141 głosów i zajął 6 miejsce na 10 kandydatów), a w 1998 do sejmiku opolskiego. W 2002 ubiegał się o prezesurę w Okręgowym Związku Lekkiej Atletyki w Opolu. W późniejszym okresie pomimo sędziwego wieku z sukcesami startował w zawodach sportowych, m.in. w triathlonie, kolarstwie, pływaniu i biegach.
Był żonaty. Zmarł w wieku 88 lat, został pochowany na cmentarzu komunalnym w Opolu.